# Wendeschuh

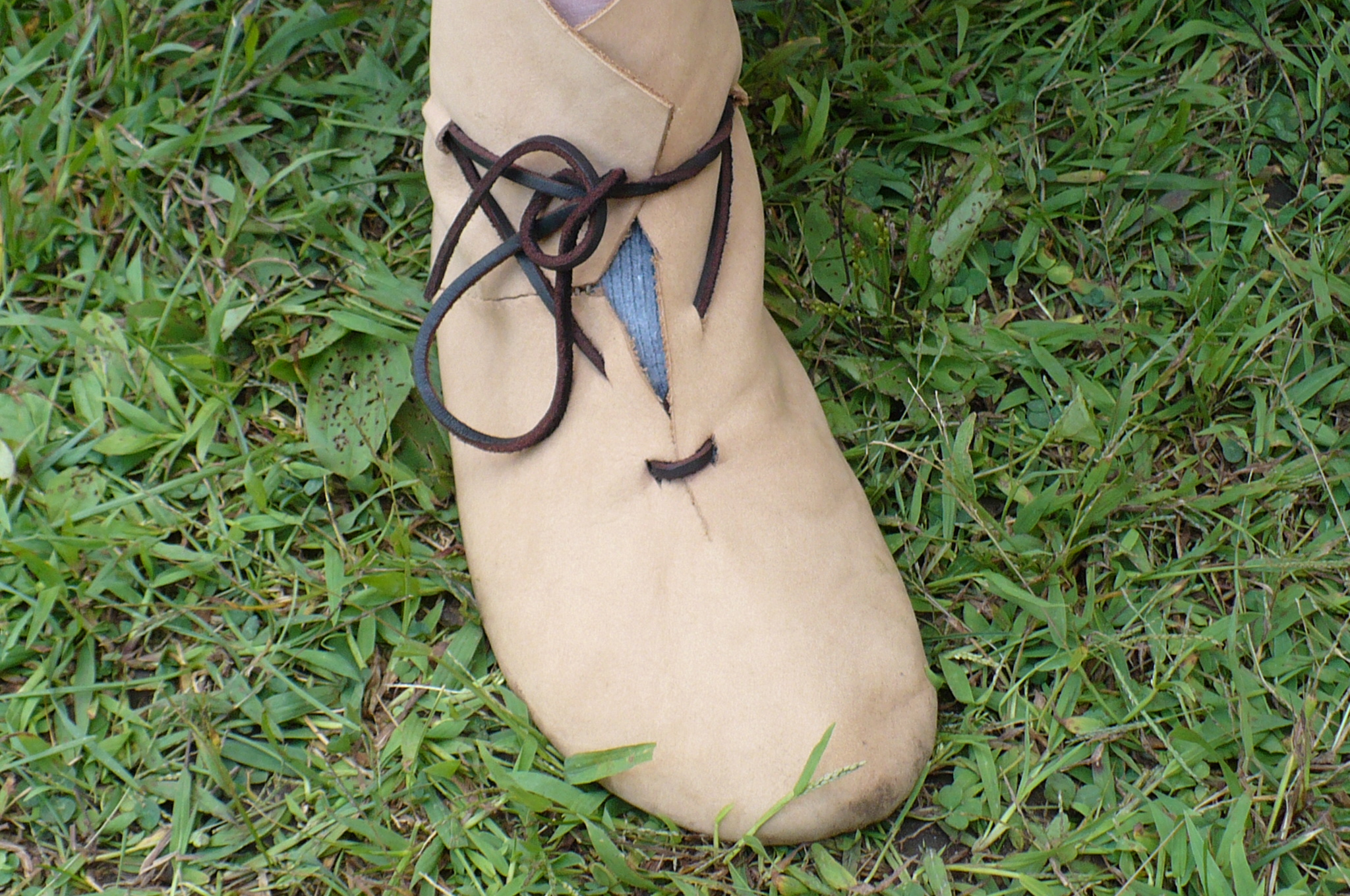

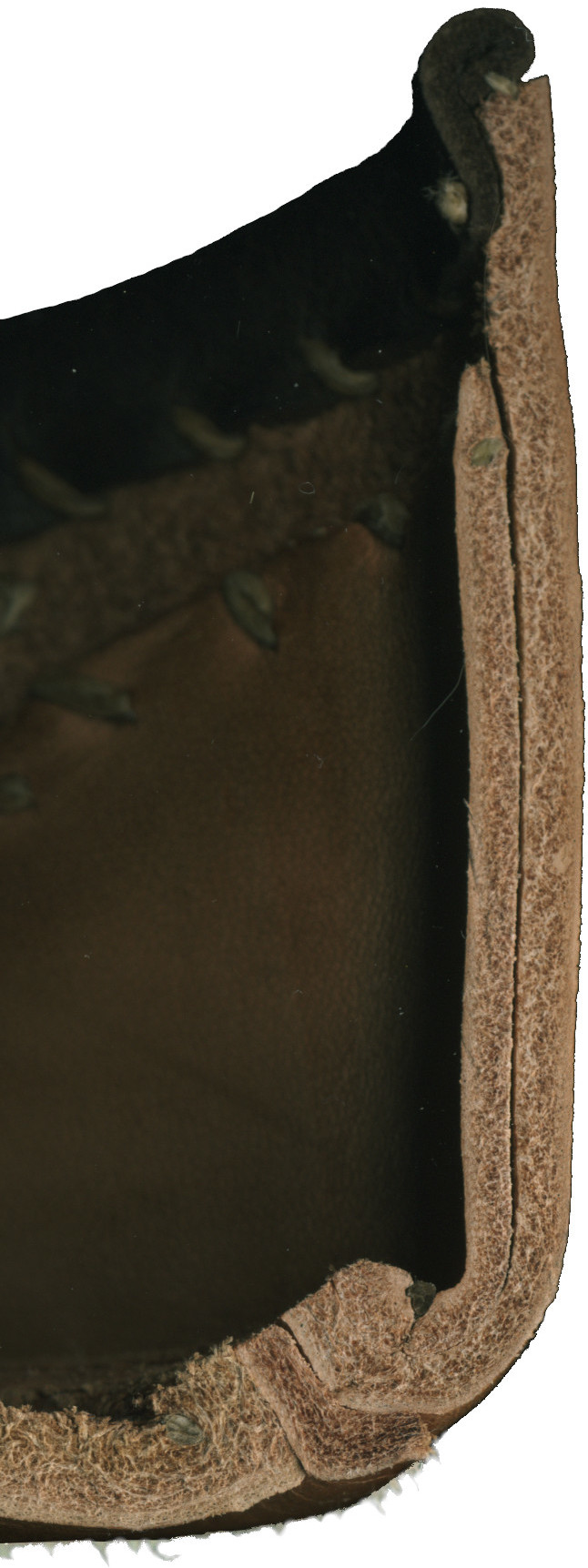
Querschnitt, durch Hinterkappe

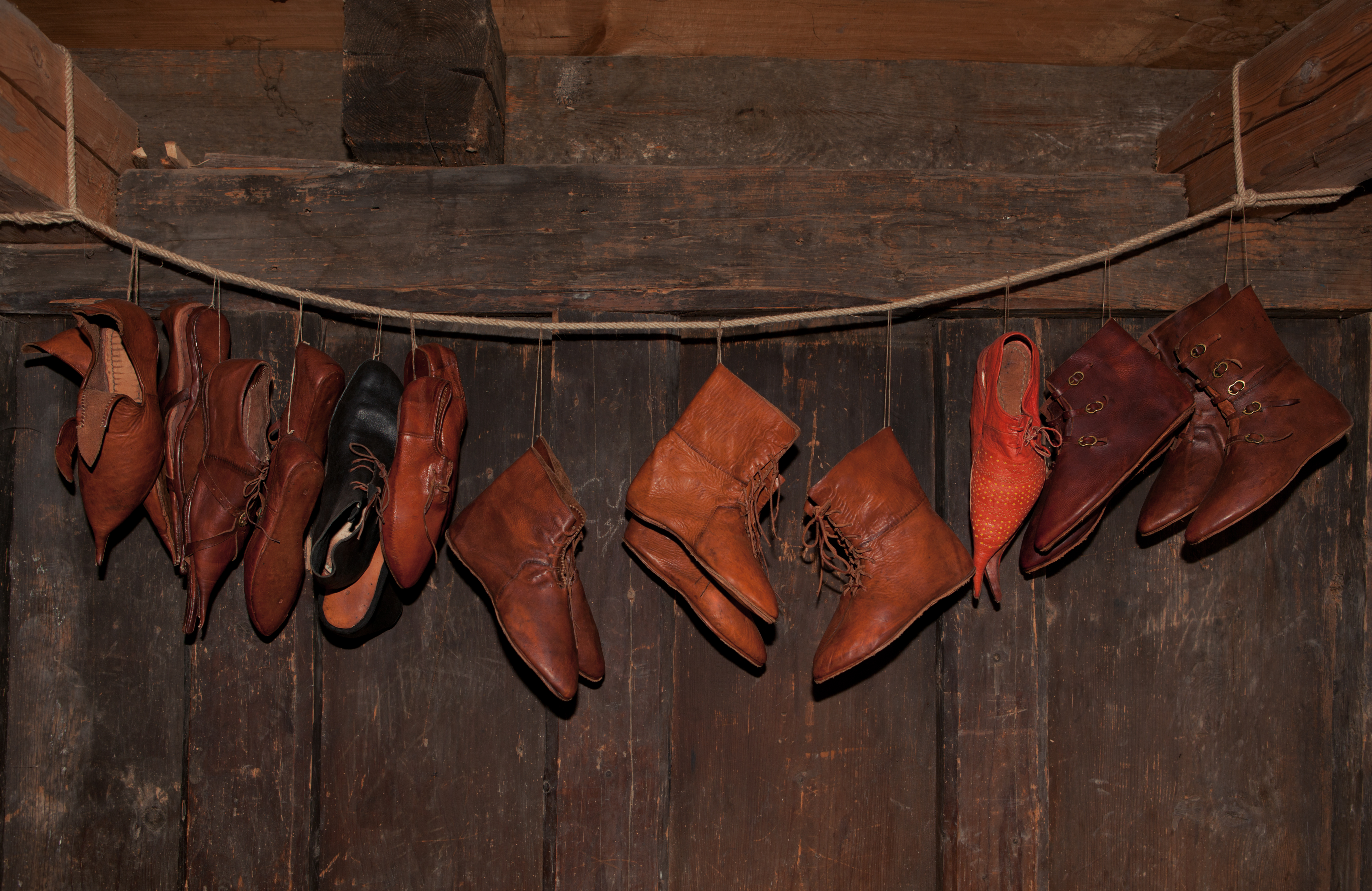
Reproduktionen von Schuhen aus dem Hoch- und Spätmittelalter. Eine dünne Schuhsohle ist für die Wendung notwendig.

Wendeschuh bezeichnet einen Schuh, bei dem Schaft und Sohle auf links zusammengenäht und der dann auf rechts gewendet wird, so dass die Sohlennaht innen zu liegen kommt.

## Geschichtliches
Der Wendeschuh taucht erstmals zur Zeit der Völkerwanderung auf. Seine Blütezeit erlebte er dann im Mittelalter. Bis zum Frühmittelalter haben die Wendeschuhe noch keine besonders ausgeprägte Schuhspitze, jedoch einen der Versteifung dienenden, spitz zulaufenden Fersenbereich der Sohle. Im Laufe des Hochmittelalters wurde die Schuhspitze  immer länger, bis zu den Schnabelschuhen des 13. und 15. Jahrhunderts. Kürzere Formen blieben aber als Arbeitsschuhe weiterhin aktuell. Im 16. Jahrhundert wurden die Wendeschuhe zunehmend von den stabileren rahmengenähten Schuhen abgelöst und heutzutage findet man nach wendegenähter Machart gefertigte Schuhe beispielsweise in Form der Spitzenschuhe von Balletttänzern und vielfach bei Hausschuhen.

## Konstruktion
Ein Wendeschuh wird mit der Innenseite nach außen weisend zusammengenäht und anschließend umgestülpt, so dass alle Nähte des Schuhs geschützt auf der Innenseite liegen. Auf Grund des Wendeprozesses ist es aber nicht möglich, beliebig dickes und festes Leder zu nutzen, weshalb Wendeschuhe grundsätzlich eine sehr flexible Fußbekleidung darstellen, wenngleich auch zusätzliche Teilsohlen zur Verstärkung eingenäht wurden.
Die Nähte wurden möglichst so gesetzt, dass sie die Narbenseite des Leders nicht beschädigten. Häufig wurde ein dreieckiger oder halbrunder Keil zur Fersenverstärkung in den Schuh eingenäht. Zwischen Sohle und Oberleder wurde ab dem 12. Jahrhundert zumeist ein Randstreifen eingesetzt, der der Konstruktion eine höhere Stabilität und bessere Wasserdichtigkeit geben sollte. An diesen Randstreifen wurde im Spätmittelalter eine zweite Sohle genäht.